# Conrad Rooks
Conrad Rooks (né le 15 décembre 1934 à Kansas City - mort le 27 décembre 2011 dans le Massachusetts) est un écrivain, réalisateur et producteur américain surtout connu pour son adaptation filmée en 1972 du roman Siddhartha d'Hermann Hesse.

## Jeunesse
Rooks est un héritier de la fortune des cosmétiques Avon Products, dont son père, Russell Rooks, est l'un des présidents fondateurs.
À l'âge de dix-huit ans, Rooks est un polytoxicomane en difficulté (alcool, cocaïne, héroïne, etc.). Après des années de toxicomanie, il voyage en Europe et trouve une nouvelle « cure de sommeil » offerte par un médecin dans une clinique de Zurich. Selon Rooks, la cure réussit et il cesse par la suite son abus de substances.
Conrad passe une grande partie de sa vie à parcourir le monde, vivant à l'étranger pendant de nombreuses années dans des endroits tels que New Delhi et Pattaya, en Thaïlande.

## Carrière
En 1966, Rooks écrit, réalise et joue dans son premier film, Chappaqua, une exploration semi-autobiographique des dangers de la toxicomanie, de l'agonie du sevrage, du voyage de l'auteur en Europe et du succès de la « cure de sommeil » susmentionnée. Le film remporte le deuxième prix à la Mostra de Venise.
Rooks réalise le film Siddhartha, sorti en 1972 et mettant en vedette Shashi Kapoor .

## Famille
Marié à l'héritière américaine Zina Rachevsky, le couple a un fils, Alexander (1958-), et une fille, Rhea (1966-). Plus tard, Rooks épouse la réalisatrice et scénariste indienne Pamela Rooks (en). Le couple a un fils, Ryan Rooks, avant de divorcer en 1985.